# Аланин
Алани́н (2-аминопропановая кислота) — алифатическая аминокислота. α-аланин входит в состав многих белков, β-аланин — в состав ряда биологически активных соединений.
Аланин легко превращается в печени в глюкозу. Этот процесс носит название глюкозо-аланинового цикла и является одним из основных путей глюконеогенеза в печени.

## Химические свойства
- взаимодействие с основаниями:

{\displaystyle {\mathsf {CH_{3}{\text{-}}CH(NH_{2}){\text{-}}COOH+NaOH\rightarrow CH_{3}{\text{-}}CH(NH_{2}){\text{-}}COONa+H_{2}O}}}
- взаимодействие с кислотами:

{\displaystyle {\mathsf {CH_{3}{\text{-}}CH(NH_{2}){\text{-}}COOH+HCl\rightarrow [CH_{3}{\text{-}}CH(NH_{3}){\text{-}}COOH]^{+}Cl^{-}}}}
- взаимодействие со спиртами (реакция этерификации):

{\displaystyle {\mathsf {CH_{3}{\text{-}}CH(NH_{2}){\text{-}}COOH+CH_{3}OH\rightarrow CH_{3}{\text{-}}CH(NH_{2}){\text{-}}COO{\text{-}}CH_{3}+H_{2}O}}}
- образование пептидной связи:

{\displaystyle {\mathsf {CH_{3}{\text{-}}CH(NH_{2}){\text{-}}COOH+CH_{3}{\text{-}}CH(NH_{2}){\text{-}}COOH\rightarrow CH_{3}{\text{-}}CH(NH_{2}){\text{-}}CO{\text{-}}NH{\text{-}}CH(CH_{3}){\text{-}}COOH+H_{2}O}}}

## Синтез
Впервые аланин был синтезирован Штреккером в 1850 г. действием на ацетальдегид аммиаком и синильной кислотой с последующим гидролизом образовавшегося α-аминонитрила:
В лабораторных условиях аланин синтезируют взаимодействием с аммиаком α-хлор или α-бромпропионовой кислоты: